# Фоли, Марк

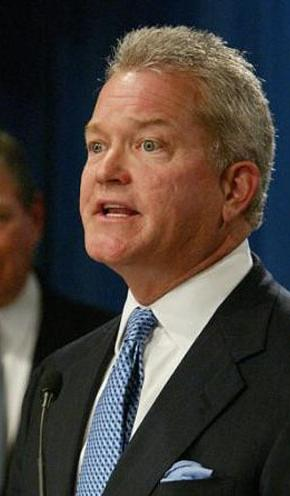
Марк Фоли

Марк Фо́ли (англ. Mark Adam Foley; р. 8 сентября 1954) — американский конгрессмен от Республиканской партии из Флориды, бывший председатель комитета по противодействию сексуальным домогательствам к малолетним через интернет. Обвинен в рассылке сообщений сексуального характера несовершеннолетним.

## Биография

### Скандал
28 сентября 2006 года телекомпания ABC обвинила Марка Фоли в рассылке по электронной почте непристойных сообщений несовершеннолетним практикантам Конгресса. Телекомпания также опубликовала фрагменты из переписки Фоли. 29 сентября он был вынужден уйти в отставку. Фоли принёс извинения своей семье, жителям штата Флорида и коллегам.
Через своего адвоката Фоли подтвердил правильность сообщений в СМИ о своей гомосексуальности. Фоли сказал, что является гомосексуалистом, а не педофилом. Он также сообщил, что в детстве подвергся сексуальному насилию. Фоли заявил, что намерен пройти курс лечения от алкоголизма. После изучения переписки Фоли следователи департамента юстиции штата заявили, что Фоли совершил уголовное преступление. Комитет нижней палаты Конгресса по этике и ФБР объявили о начале собственного расследования.
В избирательном округе Флориды Фоли был заменён на другого кандидата-республиканца, однако фамилия Фоли осталась в бюллетенях. Этим обстоятельством воспользовался конкурент от Демократической партии Тим Махоуни, который в своей избирательной кампании требовал полного расследования деятельности Фоли. Махоуни победил на выборах.
Представители Демократической партии начали критику с привлечением прессы и консервативных кругов. Они заявили, что лидеры республиканцев ранее знали о пристрастиях Фоли, однако намеренно скрывали информацию. Скандал негативно отразился на репутации Республиканской партии, которая потерпела поражение на выборах в Конгресс.
Организация «Кампания за права человека», защищающая права сексуальных меньшинств, уволила сотрудника, который опубликовал переписку Фоли на корпоративном сайте.